# Bayard (Nebraska)
Bayard is een plaats (city) in de Amerikaanse staat Nebraska, en valt bestuurlijk gezien onder Morrill County.

## Demografie
Bij de volkstelling in 2000 werd het aantal inwoners vastgesteld op 1247.
In 2006 is het aantal inwoners door het United States Census Bureau geschat op 1158, een daling van 89 (-7,1%).

## Geografie
Volgens het United States Census Bureau beslaat de plaats een oppervlakte van
1,8 km², geheel bestaande uit land. Bayard ligt op ongeveer 1199 m boven zeeniveau.

## Plaatsen in de nabije omgeving
De onderstaande figuur toont nabijgelegen plaatsen in een straal van 32 km rond Bayard.